# Phaea tenuata
Phaea tenuata là một loài bọ cánh cứng trong họ Cerambycidae.